# پونتیوس پیلاطس
پونتیوس پیلاطُس (لاتین: Pontius Pilatus; یونانی: Πόντιος Πιλᾶτος، ت. «Póntios Pilátos») پنجمین فرماندار استان رومی یهودیه بود که در دوران امپراتور تیبریوس، از سال ۲۶/۲۷ تا ۳۶/۳۷ میلادی خدمت کرد. او بیشتر به عنوان مقام رسمی‌ای شناخته می‌شود که بر محاکمه عیسی نظارت داشت و در نهایت دستور به مصلوب شدن او داد. اهمیت پیلاطُس در مسیحیت با جایگاه برجسته‌اش در هر دو اعتقادنامه رسولان و اعتقادنامه نیقیه نشان داده می‌شود. از آنجا که اناجیل پیلاطُس را بی‌میل به اجرای حکم اعدام عیسی به تصویر می‌کشند، کلیسای ارتدکس توحیدی اتیوپی باور دارد که پیلاطُس مسیحی شد و او را هم به‌عنوان شهید و هم قدیس تکریم می‌کند؛ باوری که در گذشته کلیسای قبطی نیز آن را داشته است.
پیلاطُس شناخته‌شده‌ترین فردی است که منصب فرمانداری روم را بر عهده داشته، هرچند منابع اندکی از دوران حکومت او باقی مانده است. تقریباً هیچ چیز از زندگی او پیش از فرمانداری یا شرایط انتصابش معلوم نیست. شواهد موجود شامل سکه‌هایی است که او ضرب کرده و سنگ‌نوشته سنگ پیلاطُس. منابع کهنی مانند یوسف، فیلون و انجیل لوقا چندین مورد از درگیری‌های پیلاطُس با جمعیت یهود را ثبت کرده‌اند که اغلب به بی‌توجهی او به آداب مذهبی یهودیان اشاره دارند. اناجیل مسیحی، همچنین یوسف و تاسیتوس، مصلوب شدن عیسی را به دستور پیلاطُس نسبت می‌دهند.
یوسف گزارش می‌دهد که پیلاطُس پس از سرکوب خشونت‌آمیز یک شورش سامری در کوه گریزیم برکنار شد. لگاتوس سوریه او را به رم فراخواند تا در برابر امپراتور تیبریوس پاسخ‌گو باشد، اما تیبریوس پیش از رسیدن پیلاطُس درگذشت و سرنوشت او پس از آن نامعلوم ماند. برخی منابع اولیه، از جمله کلسوس و اوریجن، می‌گویند که او بازنشسته شد. تاریخ‌نگاران مدرن در ارزیابی حکومت او اختلاف نظر دارند؛ برخی او را بی‌رحم و نالایق می‌دانند، در حالی که دیگران به مدت‌زمان نسبتاً طولانی خدمتش به‌عنوان نشانه‌ای از شایستگی متوسط او اشاره می‌کنند. نظریه‌ای که پیش‌تر محبوب بود و اقدامات پیلاطُس را ناشی از یهودستیزی می‌دانست، اکنون تا حد زیادی رد شده است.
در دوران باستان پسین و قرون وسطی، پیلاطُس به چهره‌ای برجسته در متون غیرواقعی مسیحی، معروف به چرخه پیلاطُس، تبدیل شد. در سنت‌های شرقی، او و همسرش اغلب به‌عنوان مسیحی و حتی قدیس به تصویر کشیده می‌شدند، در حالی که متون غربی او را منفی نشان می‌دادند، مرگش را با خودکشی پیوند می‌زدند و محل دفنش را با مکان‌های نحس مرتبط می‌کردند. پیلاطُس در آثار هنری به‌طور گسترده حضور داشته، به‌ویژه در تصویرگری محاکمه عیسی. در نمایش‌های مصائب قرون وسطی، شخصیت او گاه قاضی مردد و گاه شرور کامل ترسیم می‌شد. او در ادبیات و سینمای مدرن نیز حضور پررنگی داشته است، به‌ویژه در آثار آناتول فرانس، میخائیل بولگاکف و چنگیز آیتماتوف، و پس از جنگ جهانی دوم توجه ادبی بیشتری به او معطوف شده است.